# Anorthosis Famagusta
Anorthosis Famagusta FC är en fotbolls- och volleybollklubb från Cypern från staden Famagusta. Klubben grundades den 30 januari 1911. Sedan den turkiska invasionen av Cypern 1974 har laget tillfälligt flyttat till staden Larnaca och spelar på Antonis Papadopoulos stadion. Innan Famagusta ockuperades spelade laget på G.S.E. som övergavs samma år som ockupationen och har förfallit något. Fotbollslaget Anarthosis Famagusta har vunnit inhemska ligan 13 gånger och den inhemska cupen 10 gånger. Klubben var regerande cupmästare och kvalade 2007/08 till Champions League där Tottenham från Premier League blev för svåra. Ett stort resultat för Anorthosis och cypriotisk fotboll var dock resultatet 1-1 på hemmaplan mot just Tottenham.
I langet finns flera landslagsspelare. Kända personer i klubben är Yiannis Theophanous (nummer 10) och tränaren Temuri Ketsbaia som tidigare spelat i Premier Leaguelaget Newcastle och  Anorthosis.
Anorthosis var med i slutspelet av Champions League säsong 08/09 och ställdes där emot Inter, Werder Bremen och Panathinaikos. Anorthosis slutade sist i sin grupp efter att ha spelat 3-3 hemma mot Inter, 2-2 hemma och 0-0 borta mot Bremen och 3-1 mot Panathinaikos hemma.

## Placering tidigare säsonger
| Säsong  | Nivå | Liga           | Placering | Referens | Notering |
| ------- | ---- | -------------- | --------- | -------- | -------- |
| 2008/09 | 1    | First Division | 3         | [ 1 ]    |          |
| 2009/10 | 1    | First Division | 3         | [ 2 ]    |          |
| 2010/11 | 1    | First Division | 3         | [ 3 ]    |          |
| 2011/12 | 1    | First Division | 4         | [ 4 ]    |          |
| 2012/13 | 1    | First Division | 2         | [ 5 ]    |          |
| 2013/14 | 1    | First Division | 6         | [ 6 ]    |          |
| 2014/15 | 1    | First Division | 5         | [ 7 ]    |          |
| 2015/16 | 1    | First Division | 5         | [ 8 ]    |          |
| 2016/17 | 1    | First Division | 6         | [ 9 ]    |          |
| 2017/18 | 1    | First Division | 3         | [ 10 ]   |          |
| 2018/19 | 1    | First Division | 7         | [ 11 ]   |          |
| 2019/20 | 1    | First Division | p.        | [ 12 ]   | pandemin |
| 2020/21 | 1    | First Division | 4         | [ 13 ]   |          |
| 2021/22 | 1    | First Division | 5         | [ 14 ]   |          |
| 2022/23 | 1    | First Division | 7         |          |          |

## Nuvarande trupp
Uppdaterad: 30 maj 2021
| Nr | Land                    | Pos | Namn                    |
| -- | ----------------------- | --- | ----------------------- |
| 1  | Georgien                | MV  | Giorgi Loria            |
| 3  | Grekland                | F   | Giorgos Galitsios       |
| 4  | Cypern                  | F   | Kostakis Artymatas      |
| 6  | Cypern                  | F   | Panayiotis Artymatas    |
| 7  | Brasilien               | F   | Anderson Correia        |
| 8  | Georgien                | MF  | Murtaz Daushvili        |
| 10 | Georgien                | A   | Tornike Okriashvili     |
| 11 | Grekland                | A   | Michalis Manias         |
| 12 | Cypern                  | F   | Kostas Pileas           |
| 15 | Israel                  | MF  | Dor Micha               |
| 17 | Cypern                  | A   | Danil Paroutis          |
| 19 | Armenien                | F   | Hovhannes Hambardzumyan |
| 20 | Grekland                | A   | Nikolaos Kaltsas        |
| 21 | Bosnien och Hercegovina | MF  | Azer Bušuladžić         |

| Nr | Land     | Pos | Namn                  |
| -- | -------- | --- | --------------------- |
| 22 | Kroatien | F   | Branko Vrgoč          |
| 23 | Georgien | A   | Giorgi Kvilitaia      |
| 25 | Tjeckien | MF  | Josef Hušbauer        |
| 26 | Grekland | F   | Spyros Risvanis       |
| 28 | Cypern   | MF  | Renato Margaça        |
| 33 | Ukraina  | F   | Jevhen Selin          |
| 44 | Cypern   | F   | Pavlos Correa         |
| 55 | Israel   | MV  | Assaf Tzur            |
| 77 | Cypern   | A   | Dimitrios Christofi   |
| 88 | Cypern   | MF  | Andreas Chrysostomou  |
| 91 | Cypern   | MV  | Georgios Papadopoulos |